# Alió
Alió è un comune spagnolo di 375 abitanti situato nella comunità autonoma della Catalogna.